# Fouju
Fouju és un municipi francès, situat al departament de Sena i Marne i a la regió de Illa de França. L'any 2007 tenia 484 habitants.
Forma part del cantó de Nangis, del districte de Melun i de la Comunitat de comunes Brie des Rivières et Châteaux.

## Demografia

### Població
El 2007 la població de fet de Fouju era de 484 persones. Hi havia 176 famílies, de les quals 24 eren unipersonals (12 homes vivint sols i 12 dones vivint soles), 52 parelles sense fills, 92 parelles amb fills i 8 famílies monoparentals amb fills.
La població ha evolucionat segons el següent gràfic:
Habitants censats

### Habitatges
El 2007 hi havia 197 habitatges, 175 eren l'habitatge principal de la família, 6 eren segones residències i 16 estaven desocupats. 191 eren cases i 5 eren apartaments. Dels 175 habitatges principals, 157 estaven ocupats pels seus propietaris, 15 estaven llogats i ocupats pels llogaters i 3 estaven cedits a títol gratuït; 1 tenia una cambra, 3 en tenien dues, 14 en tenien tres, 46 en tenien quatre i 111 en tenien cinc o més. 144 habitatges disposaven pel capbaix d'una plaça de pàrquing. A 47 habitatges hi havia un automòbil i a 118 n'hi havia dos o més.

### Piràmide de població
La piràmide de població per edats i sexe el 2009 era:
| Homes | Edats   | Dones |
| ----- | ------- | ----- |
| 0     | 95 o +  | 0     |
| 0     | 90 a 94 | 0     |
| 0     | 85 a 89 | 0     |
| 0     | 80 a 84 | 0     |
| 4     | 75 a 79 | 0     |
| 4     | 70 a 74 | 8     |
| 8     | 65 a 69 | 4     |
| 8     | 60 a 64 | 12    |
| 12    | 55 a 59 | 12    |
| 32    | 50 a 54 | 12    |
| 28    | 45 a 49 | 52    |
| 20    | 40 a 44 | 20    |
| 20    | 35 a 39 | 20    |
| 12    | 30 a 34 | 20    |
| 8     | 25 a 29 | 12    |
| 24    | 20 a 24 | 0     |
| 12    | 15 a 19 | 24    |
| 36    | 10 a 14 | 20    |
| 28    | 5 a 9   | 16    |
| 4     | 0 a 4   | 12    |

## Economia
El 2007 la població en edat de treballar era de 346 persones, 270 eren actives i 76 eren inactives. De les 270 persones actives 263 estaven ocupades (138 homes i 125 dones) i 7 estaven aturades (5 homes i 2 dones). De les 76 persones inactives 32 estaven jubilades, 24 estaven estudiant i 20 estaven classificades com a «altres inactius».

### Ingressos
El 2009 a Fouju hi havia 200 unitats fiscals que integraven 570,5 persones, la mediana anual d'ingressos fiscals per persona era de 24.798 €.

### Activitats econòmiques
Dels 10 establiments que hi havia el 2007, 1 era d'una empresa extractiva, 1 d'una empresa de fabricació d'altres productes industrials, 2 d'empreses de comerç i reparació d'automòbils, 2 d'empreses d'hostatgeria i restauració, 2 d'empreses de serveis i 2 d'empreses classificades com a «altres activitats de serveis».
Dels 3 establiments de servei als particulars que hi havia el 2009, 1 era un taller de reparació d'automòbils i de material agrícola, 1 restaurant i 1 saló de bellesa.
L'any 2000 a Fouju hi havia 4 explotacions agrícoles que ocupaven un total de 568 hectàrees.

## Equipaments sanitaris i escolars
El 2009 hi havia una escola elemental integrada dins d'un grup escolar amb les comunes properes formant una escola dispersa.

## Poblacions més properes
El següent diagrama mostra les poblacions més properes.